# Gottes schöne Namen
Gottes schöne Namen (arabisch أسْمَاءُ الله الْحُسْنَى, DMG asmāʾ Allāh al-ḥusnā ‚Die schönsten Namen Gottes‘) sind Namen, die im Koran vorkommen und von Muslimen als Synonyme für „Allah“ („Gott“) verwendet werden. Jeder dieser traditionellen 99 Namen steht für eine Eigenschaft Gottes.

Die schönsten Namen Gottes

## Aussagen im Koran und im Hadith
Grundlage für die islamische Tradition der „schönen Namen“ Gottes ist die Aussage im Koran: „Und Gott hat die schönen Namen - ruft ihn damit an! Und achtet nicht auf jene, die seine Namen leugnen! Denn ihnen wird vergolten, was sie taten“ (Sure 7:180).
Nach einem Hadith, der von Abū Huraira überliefert wird, sagte der Prophet Mohammed:

„إن لله تسعة وتسعين اسمًا، مائةً إلا واحدًا، من أحصاها دخل الجنة“

„Wahrlich, Gott hat neunundneunzig Namen, einen weniger als hundert. Wer sie aufzählt, geht ins Paradies.“

## Liste
Zählt man alle im Koran genannten Bezeichnungen für Gott, so kommt man auf deutlich über hundert. Daher gibt es verschiedene Listen dieser 99 Namen, die voneinander abweichen. Der hundertste Name Gottes ist nach islamischer Auffassung unaussprechbar und den Menschen unbekannt.
Die verbreitetste Liste folgt insbesondere einem (von Abū Huraira überlieferten, von Muhammad ibn ʿĪsā at-Tirmidhī als unsicher eingestuften) Hadith und findet sich diesem folgend auch in weiten Teilen der Tafsirliteratur (insb. zu 13:110) sowie theologischen Kompendien in den entsprechenden Abschnitten zur Attributenlehre. Zu den häufigeren Abweichungen zählt die Anführung von „Allah“ als erstem Namen, wobei dann üblicherweise der 66. und der 67. Name (al-wāḥid, al-aḥad = der Eine, Einzige) zusammengezogen werden.
| Nr. | Arabisch           | DMG-Umschrift         | (ungefähre) Bedeutung                                                     |
| --- | ------------------ | --------------------- | ------------------------------------------------------------------------- |
| 1   | الرَّحْمَن             | ar-Raḥmān             | der Erbarmer                                                              |
| 2   | الرَّحِيم             | ar-Raḥīm              | der Barmherzige                                                           |
| 3   | المَلِك              | al-Malik              | der König                                                                 |
| 4   | القُدُّوس             | al-Quddūs             | der Heilige                                                               |
| 5   | السَّلَام             | as-Salām              | der Frieden                                                               |
| 6   | المُؤْمِن             | al-Muʾmin             | der Wahrer der Sicherheit                                                 |
| 7   | المُهَيْمِن            | al-Muhaymin           | der Beschützer und Bewacher                                               |
| 8   | العَزِيز             | al-ʿAzīz              | der Erhabene, der Ehrwürdige                                              |
| 9   | الجَبَّار             | al-Ǧabbār             | der Kräftige                                                              |
| 10  | المُتَكَبِّر            | al-Mutakabbir         | der Vornehme, der Stolze                                                  |
| 11  | الخَالِق             | al-Ḫāliq              | der Schöpfer                                                              |
| 12  | البَارِئ             | al-Bāriʾ              | der Schaffende                                                            |
| 13  | المُصَوِّر             | al-Muṣawwir           | der Formende (der jedem Ding seine Form Gebende)                          |
| 14  | الغَفَّار             | al-Ġaffār             | der Verzeiher                                                             |
| 15  | القَهَّار             | al-Qahhār             | der Alles-Bezwinger                                                       |
| 16  | الوَهَّاب             | al-Wahhāb             | der Geber und Verleiher                                                   |
| 17  | الرَّزَّاق             | ar-Razzāq             | der Versorger                                                             |
| 18  | الفَتَّاح             | al-Fattāḥ             | der Öffnende                                                              |
| 19  | العَلِيم             | al-ʿAlīm              | der Allwissende                                                           |
| 20  | القَابِض             | al-Qābiḍ              | der die Gaben nach Seinem Ermessen zurückhält                             |
| 21  | البَاسِط             | al-Bāsiṭ              | der diese Gaben aber auch ausreichend und großzügig gewährt               |
| 22  | الخَافِض             | al-Ḫāfiḍ              | der Erniedriger der Hochmütigen und zu Unrecht Stolzen                    |
| 23  | الرَّافِع             | ar-Rāfiʿ              | der Erhöher der Demütigen und Bescheidenen                                |
| 24  | المُعِزّ              | al-Muʿizz             | der Verleiher von wirklicher Ehre                                         |
| 25  | المُذِلّ              | al-Muḏill             | der Demütiger der Unterdrücker ihrer Mitmenschen                          |
| 26  | السَّمِيع             | as-Samīʿ              | der Hörende                                                               |
| 27  | البَصِير             | al-Baṣīr              | der Sehende                                                               |
| 28  | الحَكَم              | al-Ḥakam              | der Richter                                                               |
| 29  | العَدِل              | al-ʿAdl               | der Gerechte                                                              |
| 30  | اللَّطِيف             | al-Laṭīf              | der das Feinste in allen Dimensionen erfasst, der Feinfühlige, der Gütige |
| 31  | الخَبِير             | al-Ḫabīr              | der Kundige, der um die kleinsten Rechnungen des Herzens Wissende         |
| 32  | الحَلِيم             | al-Ḥalīm              | der Nachsichtige, der Mitfühlende                                         |
| 33  | العَظِيم             | al-ʿAẓīm              | der Großartige, der Erhabene                                              |
| 34  | الغَفُور             | al-Ġafūr              | der immer wieder Verzeihende                                              |
| 35  | الشَّكُور             | aš-Šakūr              | der Dankbare                                                              |
| 36  | العَلِيّ              | al-ʿAlī               | der Höchste                                                               |
| 37  | الكَبِير             | al-Kabīr              | der Große                                                                 |
| 38  | الحَفِيظ             | al-Ḥafīẓ              | der Bewahrer, der Erhalter                                                |
| 39  | المُقِيت             | al-Muqīt              | der Ernährende                                                            |
| 40  | الحَسِيب             | al-Ḥasīb              | der Berechnende                                                           |
| 41  | الجَلِيل             | al-Ǧalīl              | der Majestätische                                                         |
| 42  | الكَرِيم             | al-Karīm              | der Ehrenvolle, der Großzügige                                            |
| 43  | الرَّقِيب             | ar-Raqīb              | der Wachsame                                                              |
| 44  | المُجِيب             | al-Muǧīb              | der Erhörer der Gebete                                                    |
| 45  | الوَاسِع             | al-Wāsiʿ              | der Allgegenwärtige                                                       |
| 46  | الحَكِيم             | al-Ḥakīm              | der Weise                                                                 |
| 47  | الوَدُود             | al-Wadūd              | der Liebevolle, der alles mit seiner Liebe Umfassende                     |
| 48  | المَجِيد             | al-Maǧīd              | der Glorreiche                                                            |
| 49  | البَاعِث             | al-Bāʿiṯ              | der die Menschen am jüngsten Tag wieder zum Leben erwecken wird           |
| 50  | الشَّهِيد             | aš-Šahīd              | der Zeuge                                                                 |
| 51  | الحَقّ               | al-Ḥaqq               | der Wahre                                                                 |
| 52  | الوَكِيل             | al-Wakīl              | der Vertrauenswürdige, der Helfer und Bewacher                            |
| 53  | القَوِىّ              | al-Qawwiyy            | der Starke                                                                |
| 54  | المَتِين             | al-Matīn              | der Feste, der Dauerhafte, der einzig wirklich Starke                     |
| 55  | الوَلِىّ              | al-Waliyy             | der Schutzherr eines jeden, der seinen Schutz und seine Leitung braucht   |
| 56  | الحَمِيد             | al-Ḥamīd              | der Preiswürdige, dem aller Dank gehört                                   |
| 57  | المُحْصِى             | al-Muḥṣī              | der alles Aufzeichnende                                                   |
| 58  | المُبْدِئ             | al-Mubdiʾ             | der Beginnende, der Urheber alles Geschaffenen aus dem Nichts             |
| 59  | المُعِيد             | al-Muʿīd              | der Wiederholende, der alles wieder zum Leben erwecken wird               |
| 60  | المُحْيِى             | al-Muḥyī              | der Lebenspendende                                                        |
| 61  | المُمِيت             | al-Mumīt              | der Tötende (in dessen Hand der Tod ist)                                  |
| 62  | الحَيّ               | al-Ḥayy               | der Lebendige                                                             |
| 63  | القَيُّوم             | al-Qayyūm             | der allein Stehende, der Ewige                                            |
| 64  | الوَاجِد             | al-Wāǧid              | der alles Bekommende und Findende                                         |
| 65  | المَاجِد             | al-Māǧid              | der Ruhmvolle                                                             |
| 66  | الوَاحِد             | al-Wāḥid              | der Eine                                                                  |
| 67  | الأَحَد              | al-Aḥad               | der Einzige                                                               |
| 68  | الصَمَد              | aṣ-Ṣamad              | der von allem und jedem Unabhängige                                       |
| 69  | القَادِر             | al-Qādir              | der Mächtige                                                              |
| 70  | المُقْتَدِر            | al-Muqtadir           | der alles Bestimmende                                                     |
| 71  | المُقَدِّم             | al-Muqaddim           | der Voranstellende                                                        |
| 72  | المُؤَخِّر             | al-Muʾaḫḫir           | der Aufschiebende                                                         |
| 73  | الأَوَّل              | al-Awwal              | Der Erste ohne Beginn                                                     |
| 74  | الآخِر              | al-Aḫir               | der Letzte ohne Ende                                                      |
| 75  | الظَاهِر             | aẓ-Ẓāhir              | der Offenbare, auf dessen Existenz alles Geschaffene klar hinweist        |
| 76  | البَاطِن             | al-Bāṭin              | der Verborgene, den niemand wirklich begreifen kann                       |
| 77  | الوَالِي             | al-Wālī               | der einzige und absolute Herrscher                                        |
| 78  | المُتَعَالِي           | al-Mutaʿālī           | der Reine, der Hohe                                                       |
| 79  | البَرّ               | al-Barr               | der Gute                                                                  |
| 80  | التَّوَّاب             | at-Tawwāb             | der die Reue seiner Diener Annehmende                                     |
| 81  | المُنْتَقِم            | al-Muntaqim           | der gerechte Vergelter                                                    |
| 82  | العَفُوّ              | al-ʿAfuww             | der Vergeber der Sünden                                                   |
| 83  | الرَّؤُوف             | ar-Raʾūf              | der Mitleidige                                                            |
| 84  | مَالِكُ المُلْك         | Mālik al-Mulk         | der Inhaber der (königlichen) Souveränität/Macht                          |
| 85  | ذُو الجَلَالِ وَالإِكْرَام | Ḏū l-ǧalāl wa-l-ikrām | derjenige, dem Majestät und Ehre gebühren                                 |
| 86  | المُقْسِط             | al-Muqsiṭ             | der unparteiisch Richtende                                                |
| 87  | الجَامِع             | al-Ǧāmiʿ              | der Versammelnde, der alle Menschen am jüngsten Tag versammeln wird       |
| 88  | الغَنِيّ              | al-Ġanī               | der Reiche, der niemanden braucht                                         |
| 89  | المُغْنِي             | al-Muġnī              | der Verleiher der Reichtümer                                              |
| 90  | المَانِع             | al-Māniʿ              | der Zurückweisende, der Hindernde                                         |
| 91  | الضَّار              | aḍ-Ḍārr               | der Schaden Zufügende                                                     |
| 92  | النَّافِع             | an-Nāfiʿ              | der Vorteil Gebende                                                       |
| 93  | النُّور              | an-Nūr                | das Licht                                                                 |
| 94  | الهَادِي             | al-Hādī               | der Leitung Gebende                                                       |
| 95  | البَدِيع             | al-Badīʿ              | der Schöpfer des Neuen                                                    |
| 96  | البَاقِي             | al-Bāqī               | der ewig Bleibende                                                        |
| 97  | الوَارِث             | al-Wāriṯ              | der einzige Erbe, denn außer ihm ist nichts beständig                     |
| 98  | الرَّشِيد             | ar-Rašīd              | der Führung Gebende                                                       |
| 99  | الصَّبُور             | aṣ-Ṣabūr              | der Geduldige                                                             |

Die ersten beiden Namen finden sich in der Basmala („Im Namen des Allerbarmenden und Barmherzigen“).

## Bedeutung in der islamischen Mystik und im Volksglauben
In der islamischen Mystik knüpft sich an die schönen Namen Gottes das Konzept von der Annahme von den göttlichen Charaktereigenschaften (taḫalluq bi-aḫlāq Allāh) durch den Mystiker. Hierbei soll sich der Mystiker die verschiedenen Namen Gottes vergegenwärtigen und versuchen, die dadurch repräsentierten Eigenschaften selbst anzueignen. Die Frage, wie die Menschen dieses Konzept verwirklichen können, ist Gegenstand von al-Ghazālīs Traktat al-Maqṣad al-asnā fī šarḥ asmāʾ Allāh al-ḥusnā ("Das glänzendste Ziel bei der Erklärung der schönsten Namen Gottes"). Nadschm ad-Dīn al-Kubrā (gest. 1221) stellte sich den Prozess so vor, dass der Mystiker während seines mystischen Aufstiegs die verschiedenen Erscheinungsorte (maḥāḍir) Gottes passiert und dann unwillkürlich die betreffenden Namen Gottes (al-ʿAlī, rabbī, al-Qādir, al-Aḥad) ausspricht, so dass er ihn damit preist. Auf diese Weise verleibt er sich dann selbst die zugehörigen Eigenschaften Gottes ein.
Im islamischen Volksglauben werden diese Namen Gottes in Amuletten in Form von Gebetssprüchen bis in die Gegenwart mehrfach verwendet.